# Décio Villares
Décio Rodrigues Villares (Rio de Janeiro, 1 de dezembro de 1851 — Rio de Janeiro, 21 de junho de 1931) foi um pintor, escultor, caricaturista e desenhista brasileiro. Ele foi responsável por executar o desenho do disco azul da bandeira do Brasil e realizar o monumento em homenagem à Júlio de Castilhos, político do Rio Grande do Sul.

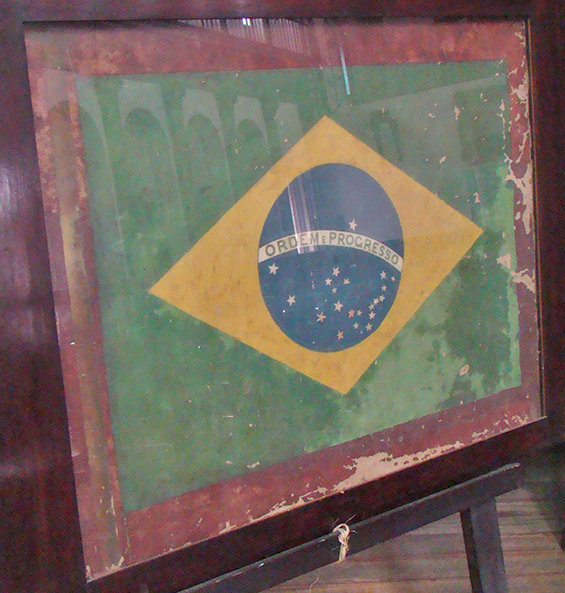
Protótipo da Bandeira Nacional, feito por Décio Villares em 1889. Foi roubado da Igreja Positivista em 2010.

Manteve amizade com Pedro Américo e seu irmão Aurélio de Figueiredo, com quem estudou por alguns anos na Europa. No Brasil, se destacou por sua arte com temas da História Nacional e foi um grande apoiador do Positivismo e frequentador da Igreja Positivista do Brasil, embora não fosse um adepto oficial.

## Biografia
Décio Rodrigues Villares nasceu na cidade do Rio de Janeiro, filho do Tenente Coronel José Rodrigues Villares, subdelegado e vereador da Câmara Municipal de Nova Iguaçu e participante da Revolução Liberal de 1842 . É importante notar que seu pai era a favor da manutenção da monarquia no Brasil, tendo inclusive, recebido o título de Cavaleiro da Imperial Ordem da Rosa, na ocasião do batismo do então Príncipe Imperial Pedro Afonso, em 1848.
Não foi encontrada qualquer documentação pessoal de Villares ou relato autobiográfico que nos permita afirmar sua origem social; apenas alguns indícios apontam que não era pobre. Sua família tinha laços com diversas instituições políticas do Império, com dois também tios ligados a postos políticos importantes; um deles, Manoel Rodrigues Villares, havia sido Deputado e depois Ministro do Supremo Tribunal de Justiça, sob decreto de Dom Pedro II. Tais parentescos garantiram-lhe a entrada no Colégio Pedro II e depois na Academia Imperial de Belas Artes.   [carece de fontes?]

### Academia Imperial de Belas Artes
Em 1868, Villares matriculou-se na Academia Imperial de Belas Artes, no Rio de Janeiro, até então a principal instituição de ensino superior em Artes Plásticas do país. Na época de seus estudos, a Academia já contava com um grande número de alunos com renome nacional e atraia estudantes internacionais, sendo um local relevante para a vida cultural do Rio de Janeiro e, por extensão, de todo o Império. Entre eles, se destacam Victor Meirelles e Pedro Américo, que iriam também ser professores de Décio Villares, e, no caso deste último, colaborador de longa data. Pedro Américo lecionou as disciplinas de Pintura Histórica e História das Belas Artes, Estética e Arqueologia para Villares.
A partir 1870, Villares começou a colaborar como caricaturista na revista de caricaturas Comédia Social, publicada por Pedro Américo e seu irmão Aurélio de Figueiredo, também aluno da Academia com quem Villares manteve uma longa amizade. Aurélio e Villares depois trabalharam juntos no atelier de Pedro Américo em Florença. Embora tivesse feito amizade com alguns dos alunos da instituição, Villares não terminou seus estudos de arte no Brasil. Não se sabe os motivos de porque abandonou a escola, mas ele acompanhou a tendência da época de grande evasão nos cursos da Academia. Ao final de 1871 o pai de Villares enviou uma carta ao Diretor da Academia justificando as muitas faltas de seu filho. Ele não participou das Exposições Gerais de 1871, quando ainda era aluno, e tampouco concorreu ao Prêmio Viagem para aperfeiçoar os estudos de arte na Europa. Portanto, não há avaliações dos trabalhos de Villares neste período.

### Estudos na Europa
Isso reforça o argumento de que Villares pouco se dedicou, ou melhor, se envolveu, como aluno da Academia de Belas Artes, uma passagem de Mocidade Morta em que Agrário reflete sobre Julião Villela (personagem possivelmente baseado em Villares): um artista “ileso do contágio d’Academia”, viajado, independente, que se fez na Europa. Essa ideia a respeito da formação artística de Villares também foi expressa pelo Gonzaga Duque em 1882, na primeira crítica às obras do artista, publicada originalmente em O Globo: 
"O Sr. Villares é um artista viajado, estudou em Paris, visitou o Louvre, [...] aprendeu a arte junto dessa legião de mestres contemporâneos, [...] estudou o savoir faire dos grandes mestres e o toque característico das escolas, consultou os museus, visitou os ateliers, analisou aqueles velhos chefes da pintura antiga e conviveu na intimidade instrutiva dos artistas conceituados da França republicana."
Villares ficou nove anos no exterior, tendo iniciado suas viagens em 1872, quando foi para Paris e matriculou-se no atelier de Alexandre Cabanel, artista francês dos mais influentes na pintura acadêmica e opositor dos impressionistas. Além de ser artista com grande poder político no mundo das artes francês, Cabanel era o preferido de Napoleão III. Nada se sabe da passagem de Villares pelo atelier de Cabanel, apenas que seguindo a tradição dos alunos do artista francês também foi premiado no Salão de Paris de 1874, ganhando a medalha de ouro de melhor pintura de artista estrangeiro, com o quadro Paolo e Francesca da Rimini, que teria sido elogiado  pelo temido crítico de arte Eugène Verón.
Foi em sua estadia em Paris que Villares se aproxima da doutrina positivista, deixando para trás o catolicismo e afirmando-se na perspectiva positivo-materialista inaugurada pelo filósofo Auguste Comte. É nessa época que pinta as obras Queda do Cristianismo e Virgem da Humanidade para o Templo Positivista de Paris. Por suas ideias, recusa naturalizar-se francês, e perde o cargo de professor da Académie des Beaux-Arts (Academia de Belas Artes) de Paris, conquistado em concurso.

#### Positivismo
Ainda em Paris,  conheceu o positivista brasileiro Miguel Lemos que estava na cidade entre 1878 e 1881 e que por lá também se convertera ao positivismo religioso difundido por Pierre Laffitte. Quando voltou ao Brasil em 1881, o artista reencontrou Teixeira Mendes, antigo colega do Colégio Pedro II, reafirmando os laços com ambos os líderes da Igreja. Somente a partir da exposição de um quadro sobre a abolição da escravidão, "Epopéia Africana", o artista assumiu de forma pública sua ligação com o Clube e Igreja Positivistas. Nota-se no texto de divulgação do quadro,  que Villares já expressava que seguia a doutrina de Augusto Comte. O positivismo se tornaria uma constante na sua obra depois disso, sendo inclusive, o lema usado na bandeira nacional, na qual Villares trabalhou, "Ordem e Progresso", valores que os positivistas consideram importantíssimos. [carece de fontes?]

#### Vida na Itália
Após a estadia em Paris, Villares vai até Florença, visitar o ateliê de Pedro Américo, que nesta época pintava a tela A Batalha do Avahy. O quadro foi executado entre os anos de 1872 e 1875, e Villares pode ter contribuído na execução e posado de modelo para um dos muitos rostos a compor a cena de batalha. Uma carta enviada de Florença a Rodolpho Bernardelli indica que Villares estava ou ainda permanecia na Itália em 1878. Pouco se sabe de quanto tempo ficou na Itália no total e é possível que ele tenha retornado à França após sua estadia com Pedro Américo.[carece de fontes?]

### Retorno ao Brasil
Regressado ao Brasil em 1881, Décio Vilares trabalhou também em escultura realizando vários bustos de personagens históricas, e desenhou caricaturas para jornais satíricos. Não tendo exposto nos Salões da Academia Imperial quando aluno, seu trabalho era desconhecido do público brasileiro. Entretanto, logo após seu retorno da Europa, Villares e Aurélio de Figueiredo assumiram uma grande encomenda oficial: a pintura de 18 telas a óleo retratando índios Botocudos para integrarem a Exposição Antropológica de 1882, organizada no Museu Nacional. Para Rezende, essas telas em estilo acadêmico eram diferentes daquelas produzidas em estilo romântico, por pintores ligados a AIBA. As telas de Villares e Aurélio foram feitas a partir de croquis e fotografias dos índios Botocudos, realizadas em expedições antropológicas, e tinham, portanto, um nítido caráter científico, realista e detalhista. Além disso, a grande cobertura da imprensa da época, entre eles o famoso caricaturista, Angelo Agostini, e o fotógrafo Marc Ferrez, ajudaram a Villares a conseguir relevância no cenário que se criava nessa época. O pequeno grupo de índios Botocudos, provenientes do Espírito Santo, e outros três índios da tribo Xerente, de Minas Gerais, foram tidos como a principal atração da exposição, que foi recebeu a presença do imperador, D. Pedro II, e da princesa Isabel.
Em 1887, Villares foi eleito junto com o pintor paulista José Ferraz Almeida Junior para substituir Victor Meirelles na disciplina de pintura histórica na Academia Imperial de Belas Artes, mas ambos nunca assumiram. Novamente juntos, Aurélio, Villares e João Montenegro Cordeiro ― membro da IPB ― apresentaram em 30 de janeiro de 1890 ao Ministro dos Negócios do Império uma proposta de ensino artístico e de extinção da Academia de Belas Artes.

#### Casamento com Maria Dolores
Décio Villares casou-se com Maria Dolores de Souza Martins em novembro de 1901, ocasião em que redigiu uma carta a Miguel Lemos, expressando seu desejo de realizar o que os positivistas chamavam de casamento misto: ambos os noivos, receberiam os dois ritos religiosos, o católico e o positivista. Entretanto, ele e Maria Dolores apenas declararam à Igreja Positivista seu desejo de viuvez eterna, tendo se casado, efetivamente, apenas na Igreja Católica.
A convivência entre o casal era difícil: a esposa, viciada em morfina, colocara fogo no apartamento e fora presa pela polícia e enviada a um sanatório; Villares, ausente por prolongado tempo em viagem a trabalho, mandara mantê-la no sanatório; e esta, por sua vez , após um ano de internação, o acusou de crueldade psicológica, abandono e roubo de herança familiar. A despeito deste quadro doméstico, e por conta do compromisso positivista assumido, a união jamais foi desfeita – membros da Igreja Positivista davam apoio ao casal, em particular, quando Villares estava longe de casa.

### Anos finais e morte
Villares morreu em 1931 e neste mesmo ano sua viúva incendiou seu atelier, exceto suas principais telas. Quando ele morreu em 1931, Maria Dolores, com um histórico de piromania, colocou fogo no atelier, mas não no seu espólio artístico, que foi comprado pela ENBA, em 1936, e transferido ao Museu de Arte em 1937. Morreu considerado um artista insubmisso, pois ousara abandonar a academia, ganhar prêmios na Europa, recusar o cargo de professor na Ècole de Beaux Arts de Paris e voltar ao Brasil como artista consagrado, além de ter bom trânsito entre pessoas importantes, como o próprio Benjamin Constant.

## Obra
Villares foi um prolífico pintor, e se estima que sua obra conte com mais de 100 pinturas feitas ao longo da sua vida, com foco nos temas da história nacional e do positivismo. Teve grande parte de suas obras financiada por encomendas da Igreja Positivista do Brasil, em particular de Amaro Corrêa da Silveira, que encomendou a Villares um medalhão em bronze para ser colocado no túmulo de Dante, em Ravena, Itália (1921), e financiou o monumento a Benjamin Constant (1926), a São Francisco de Assis (1927) e a Tiradentes (1931), todos doados à cidade do Rio de Janeiro.  Villares também pintou quadros sobre a República Francesa e Argentina, tendo um destes quadro sido presenteado ao presidente argentino Julio Roca por Campos Sales. [carece de fontes?]
Também teve uma grande quantidade de esculturas expostas, entre elas o busto de Tiradentes e de José Bonifácio, assim como uma escultura em homenagem ao poeta Castro Alves. No Museu Nacional de Belas Artes se encontram 22 trabalhos de Villares na sessão de pintura. Na pinacoteca do Museu da República, existem 12 trabalhos assinados pelo artista, principalmente óleo sobre telas. Villares era defensor da ideia de manter o ensino nos ateliês em uma relação de mestre e aprendiz, abolindo o ensino acadêmico.

### Principais trabalhos

#### Bandeira do Brasil

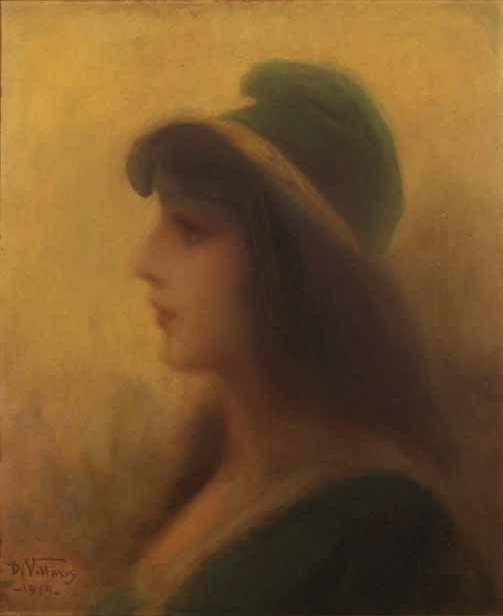
"Perfil da República" (1918). Palácio Anchieta, Espírito Santo.

Membros da Igreja Positivista do Brasil, sobretudo os republicanos, defendiam a separação de Estado e Igreja e criaram o atual desenho da Bandeira Nacional, concebido por Raimundo Teixeira Mendes em novembro de 1889, após a Proclamação da República. Os rascunhos foram feitos em dois papéis, sendo que Décio Villares foi o responsável pelo desenho da esfera, onde vem as estrelas e os dizeres "Ordem e Progresso", baseado no tripé da religião positivista, que também inclui o amor como valor fundamental. O lema também pode ser visto na pintura "Perfil da República", onde Villares desenha uma personificação alegórica da República que veste um gorro onde é possível ler a frase da bandeira. [carece de fontes?]
Num papel milimetrado Teixeira Mendes posicionou cada estrela com precisão, no lugar de cada um dos estados brasileiros. O segundo é um papel vegetal, onde estão os traços definitivos, nos quais Villares também se envolveu. Benjamin Constant, ministro da Guerra do República Velha, aprovou o desenho de Teixeira Mendes, que serviram de base para uma pintura a óleo, também de 1889, de Villares – a pintura serviu também de molde para que as costureiras confeccionassem as primeiras bandeiras.

A pintura ficou exposta na Igreja Positivista até 2010, quando foi furtada do prédio da Igreja Positivista do Brasil, na Glória, bairro da zona sul do Rio. A obra teria sido levada em abril de 2010, depois que parte do telhado do edifício despencou durante um forte temporal que atingiu a capital carioca naquele mês. O caso foi denunciado na 9.ª Delegacia de Polícia (no bairro do Catete). do Rio de Janeiro, tendo a Polícia Federal e a Interpol também sido acionadas, mas a obra até hoje não foi recuperada.

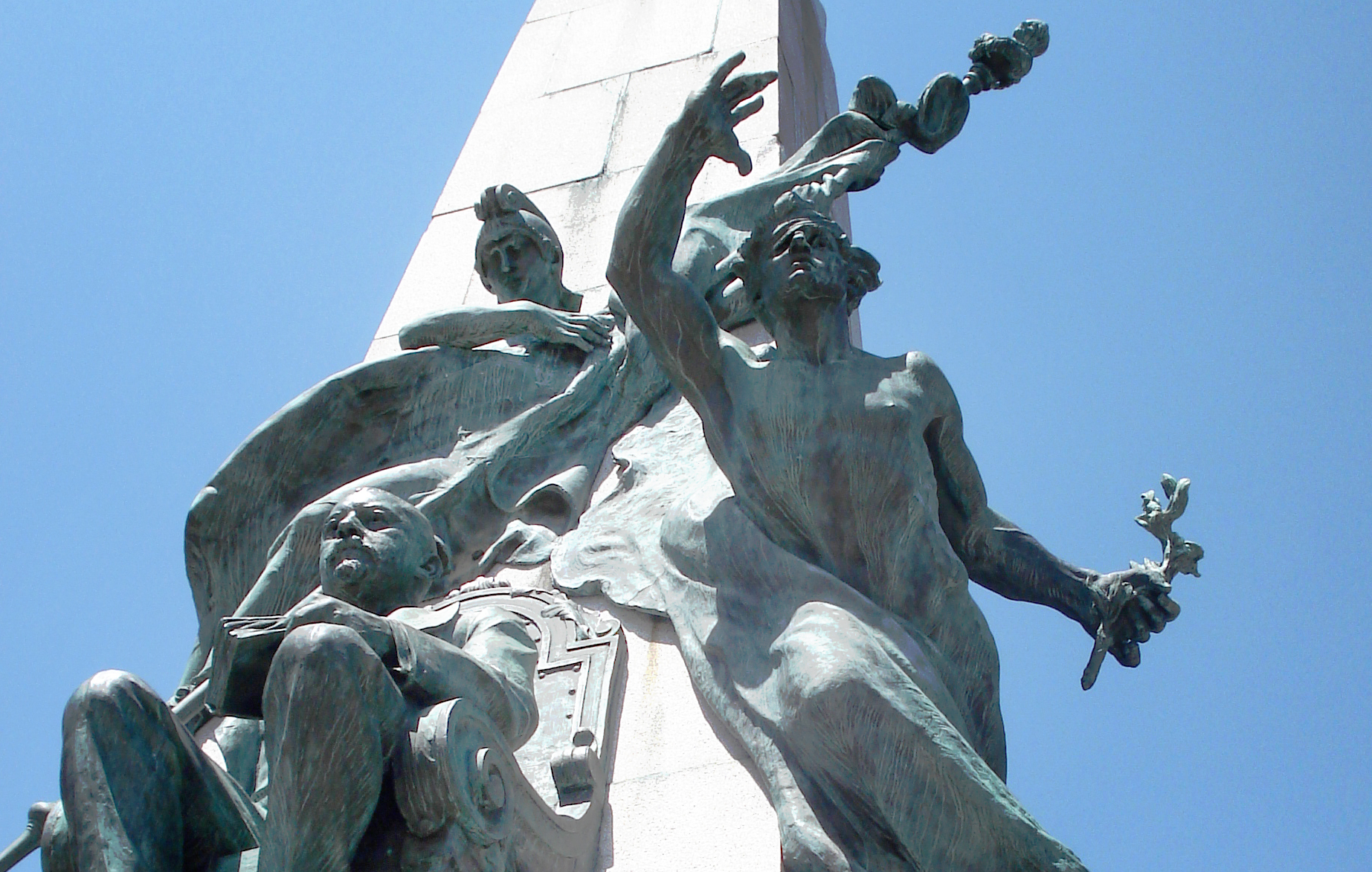
Detalhe do Monumento a Júlio de Castilhos, Porto Alegre.

#### Monumento a Júlio Castilhos

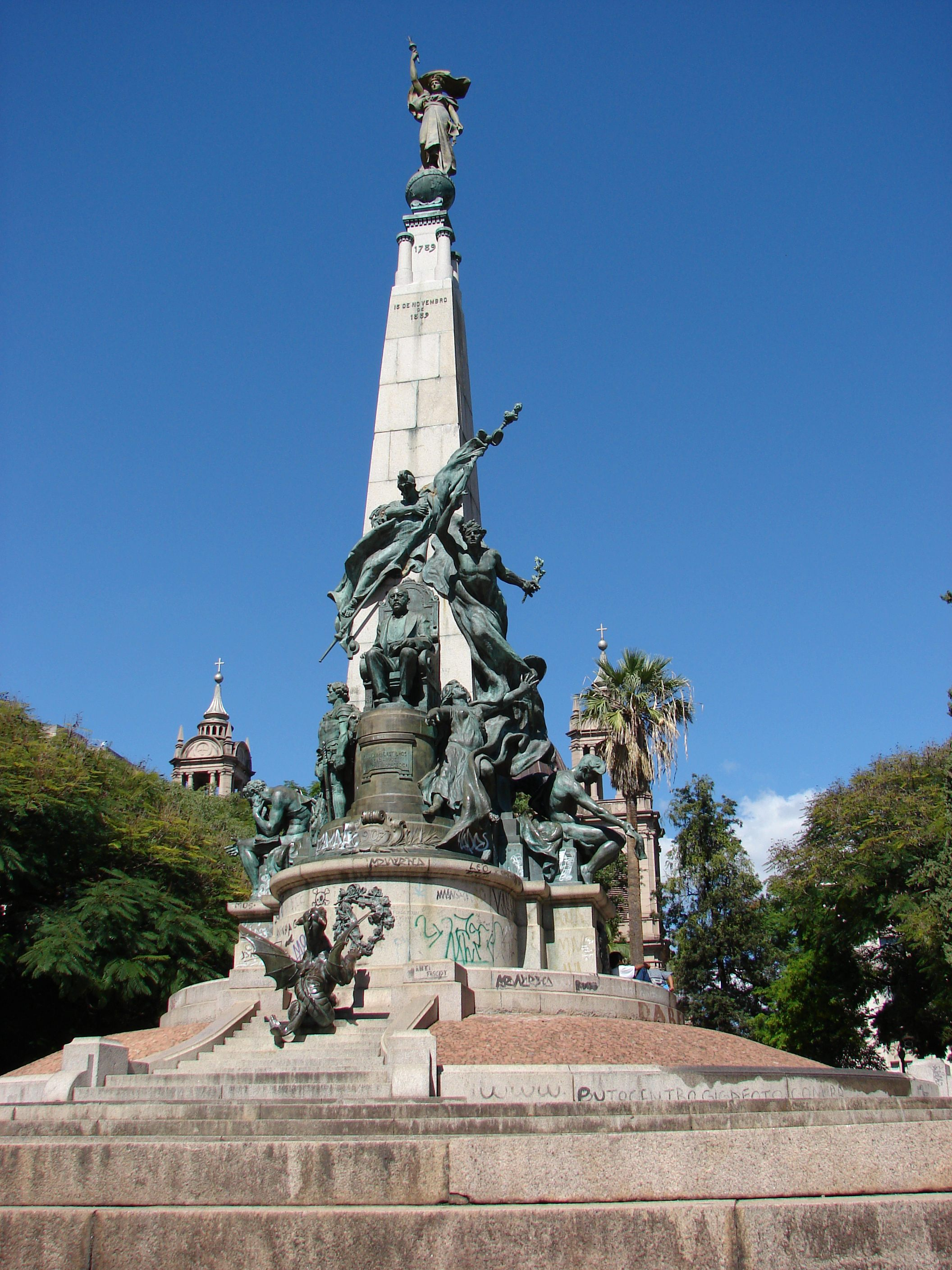
Monumento a Júlio de Castilhos desenhado por Décio Villares, localizado em Porto Alegre, RS.

O presidente do Estado, dr. Antônio Augusto Borges de Medeiros, promulgou a lei que exigia a criação de dois monumentos em Porto Alegre, um no cemitério, no lugar em que foi sepultado Júlio de Castilhos, o outro, na praça Marechal Deodoro. Para esse fim viajou desde o Rio de Janeiro, chegando em meados do ano de 1903, Décio Villares. Entrando o artista em negociações com o governo do Estado, foi lhe determinado que o monumento representasse as três fases da vida de Júlio Castilhos: a da propaganda, a da organização e a da fase posterior à sua retirada do governo.  [carece de fontes?]
Poucos dias depois, Décio Villares apresentava ao governo os projetos dos dois monumentos, que, salvo ligeiras modificações, são iguais os que se acham, hoje, erguidos no cemitério público de Porto Alegre e na praça Marechal Deodoro. Tendo de representar a vida de Júlio de Castilhos nas três fases já mencionadas acima, o artista optou por alegorias tendo com assunto principal a organização política da qual resultou a Constituição de 14 de Julho.
Os elementos principais da escultura são: a Coragem, ofegante, impaciente, trazendo os louros da vitória em uma das mãos, com a outra, num gesto largo, incita o estadista a agir. Um dos olhos vendados, exprime que ela não mede dificuldades. Em plano inferior, a Prudência, temerosa, desesperada, esforça-se per deter a Coragem, apontando-lhe o Perigo, em forma de um dragão, que anda pela Pátria. A Firmeza ali está junto ao estadista, erecta, inabalável, a estrutura atlética. Dominando o grupo central, a imagem amorosa do Civismo se abraçando com o pavilhão nacional, pendida eternamente sobre a cabeça de Júlio de Castilhos, símbolo do Amor — motor supremo de todas as boas ações. Por último, se vê a figura do tipo popular d'Gaúcho, representado por um jovem cavalheiro, que encarna as esperanças do futuro. O jovem anda por um solo onde se identificam o arado e a caveira de um bovino, em sinal das duas principais indústrias do estado. Acima do Gaúcho, lê se a frase que CastiIhos adotou para si: “Conservar Melhorando”.

## Críticas e Legado
O principal crítico de sua obra foi Luís Gonzaga Duque Estrada, ou apenas Gonzaga Duque, que o teria transformado em um dos personagens da sua novela Mocidade Morta (1900), Julião Vilela,.  assim descrito por Gonzaga Duque: 
“Julião Vilela, um belo tipo de artista de romance, com a sua negra barba de nazareno num rosto pálido, de olhos árabes.”
A única aparição de Julião Vilela no romance ocorre quando este vai à casa de Agrário, personagem baseado no pintor Belmiro de Almeida (que tinha origens humildes e precisou do apoio financeiro de amigos e professores para estagiar na Europa), para lamentar-se com o amigo de que suas obras haviam sido recusadas para compra pela Academia. O que surpreende Agrário era que justamente Julião Vilela, que menos precisava vender quadros à Academia, fica a lamentar por isto. Gonzaga Duque mostra, no sentimento de inveja e falas de Agrário, que Julião Vilela não era pobre, era figura refinada e tinha um padrinho riquíssimo – banqueiro. É possível, portanto, que Décio Villares também possuísse uma origem burguesa.

### Positivismo
Villares é tido por alguns pesquisadores de arte brasileira como o único pintor "verdadeiramente positivista", o que o teria impedido de ter um maior reconhecimento durante sua vida.
O crítico de arte Quirino Campofiorito afirma que "o positivismo disciplinou esteticamente o artista e que seus quadros passaram a ser simples esboços" , ou seja, não seriam obras de arte acabadas e, portanto, não mereceriam análise. O crítico de arte contemporâneo de Villares, Luiz Gonzaga Duque Estrada, tece duras críticas às escolhas estéticas de Villares, à sua maneira de pintar e seus temas, dizendo que o artista tem talento evidente, o que faz muitas pessoas esquecerem “a sua pequena observação da realidade e a sua leve orientação intelectual.” 

## Galeria de Imagens

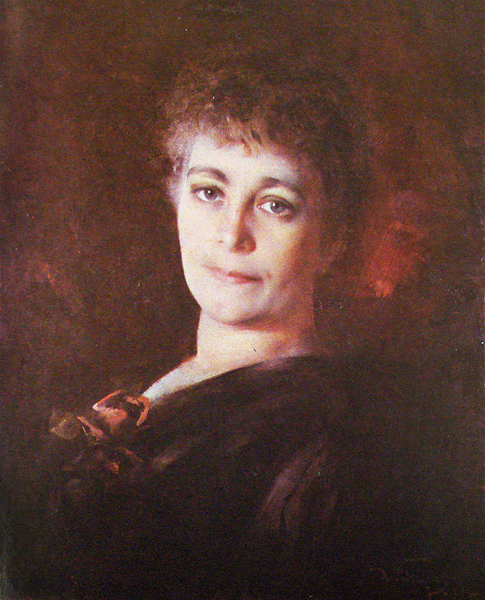
Retrato de Senhora (1889). Museu Nacional de Belas Artes, Rio de Janeiro.
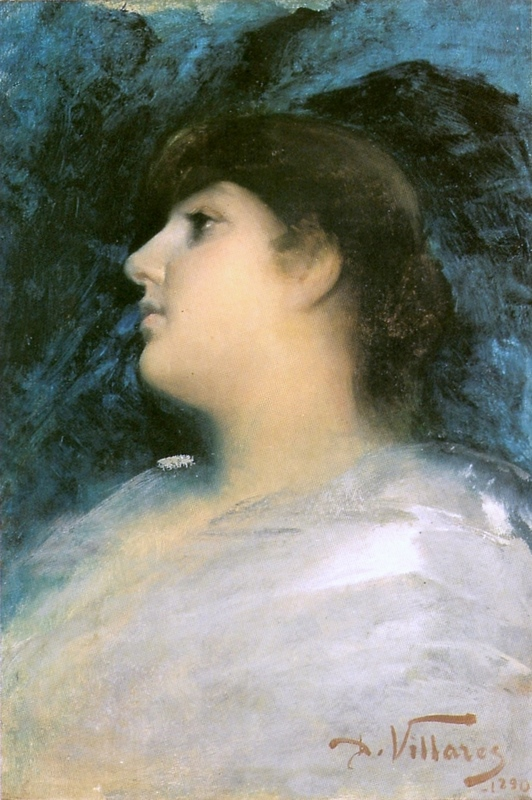
Figura de Mulher (1890). Acervo do Palácio dos Bandeirantes, São Paulo.
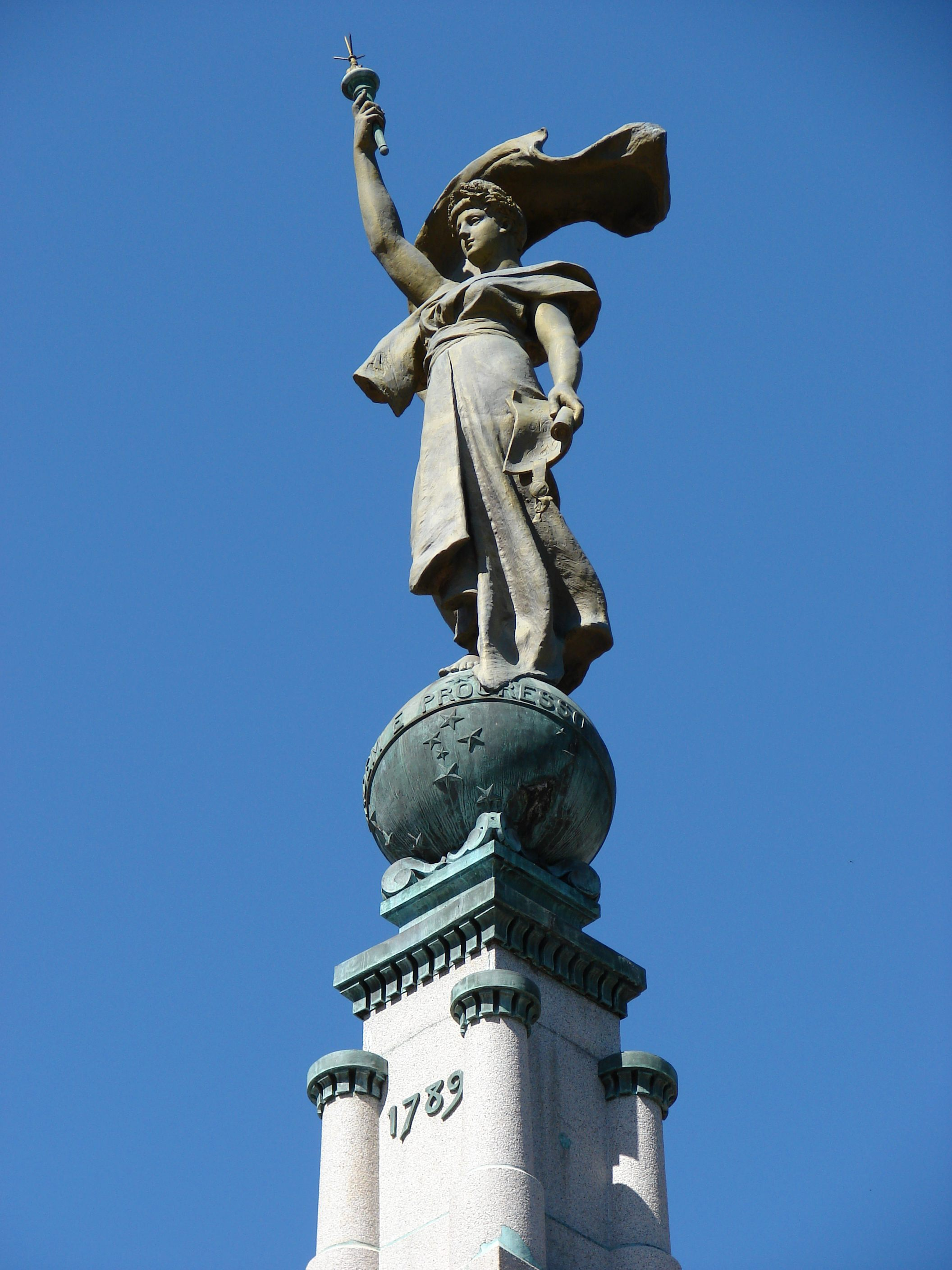
Monumento a Júlio de Castilhos. Porto Alegre.
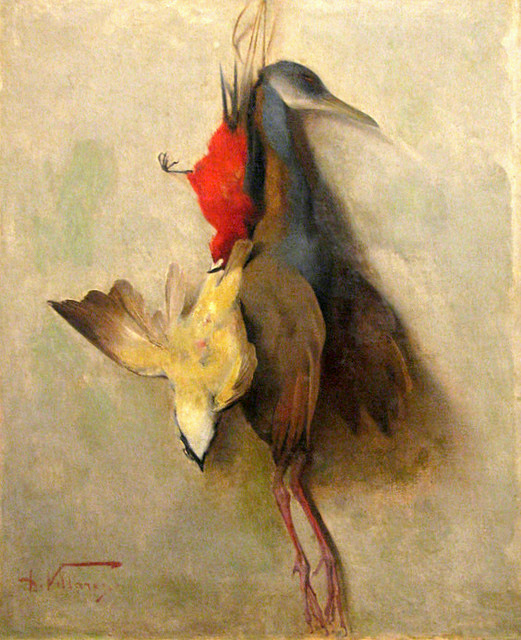
Natureza-Morta (s.d.). Pinacoteca do Estado de São Paulo.
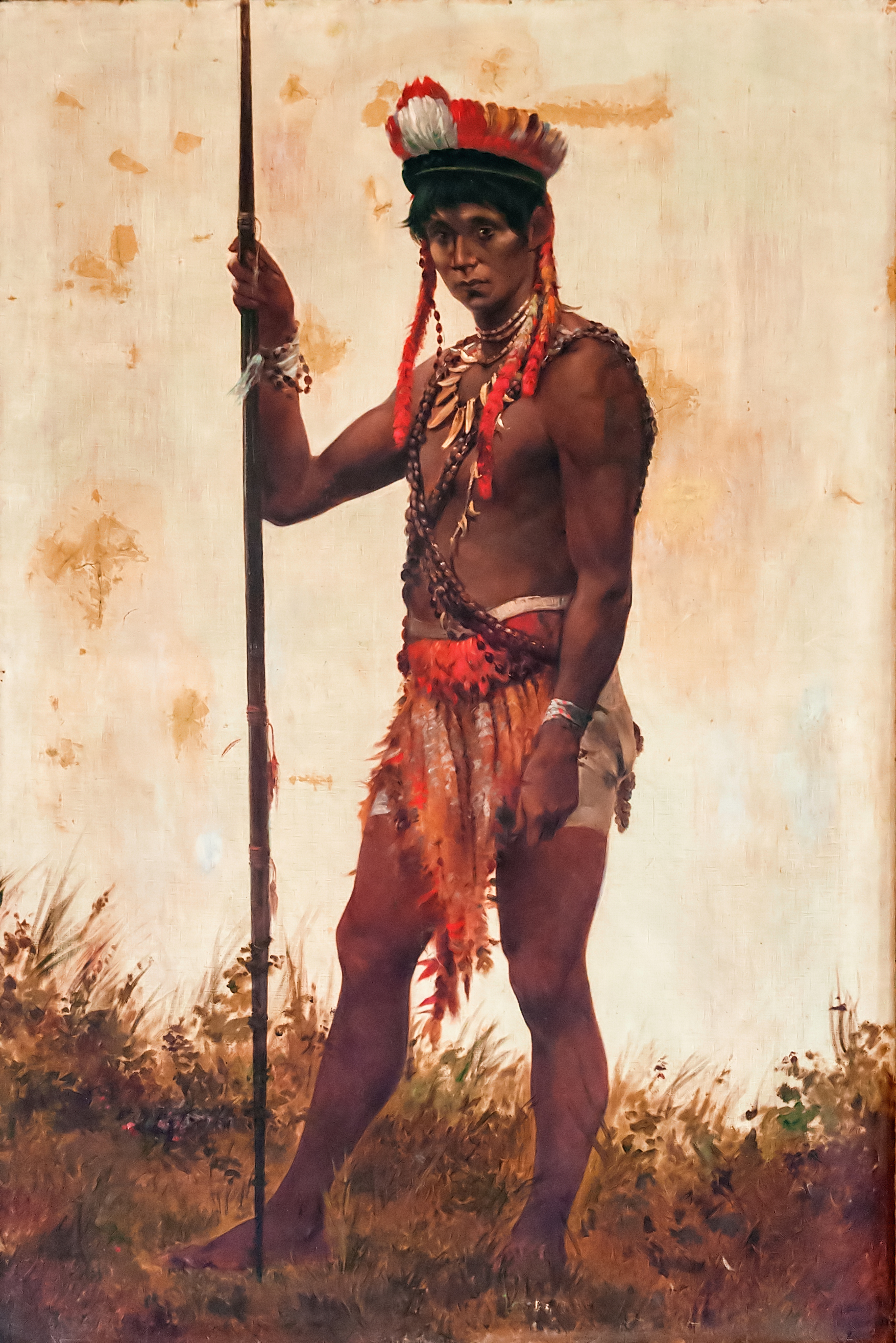
Índio do Rio Uaupés (1882). Museu Nacional, Rio de Janeiro.
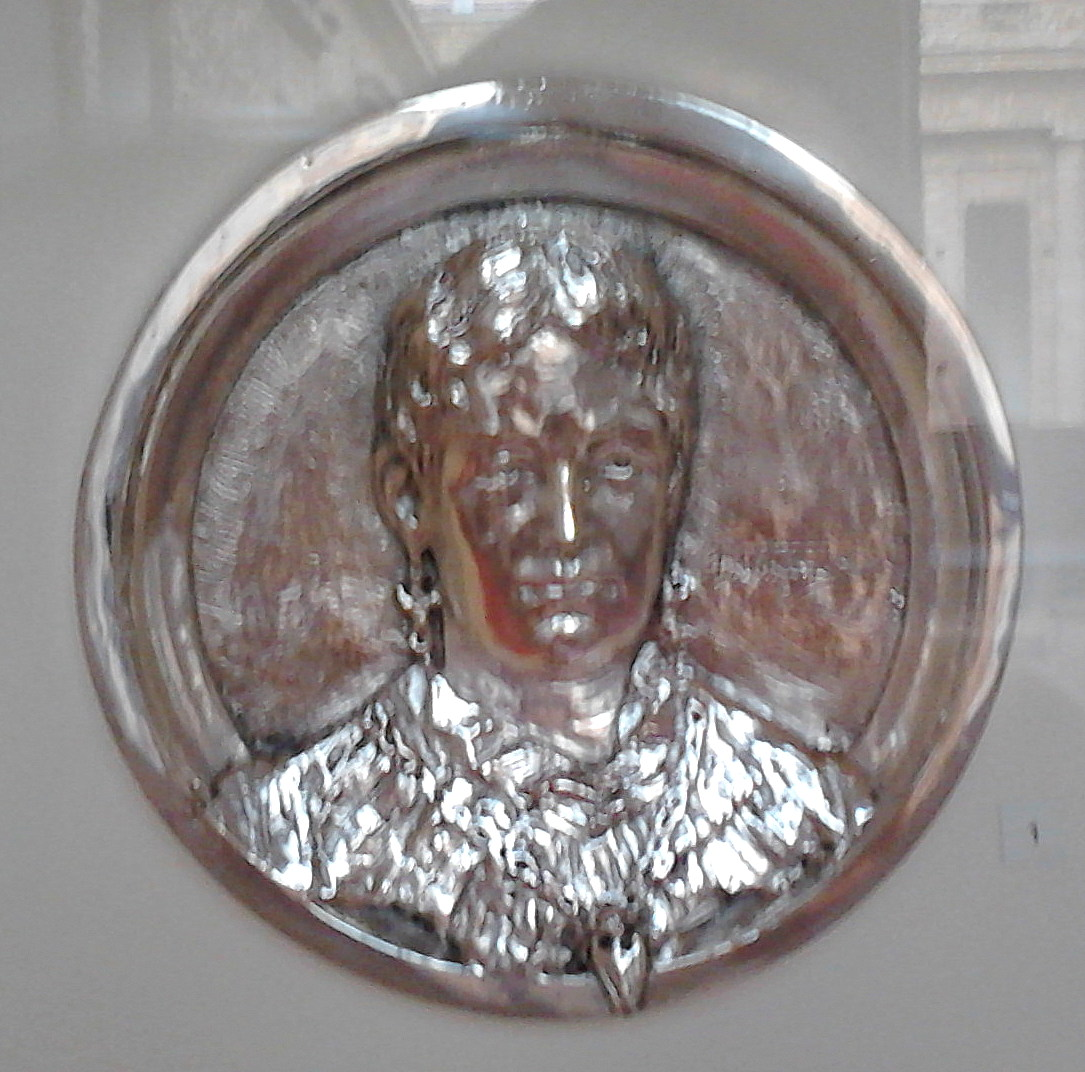
Figura feminina (s.d.)
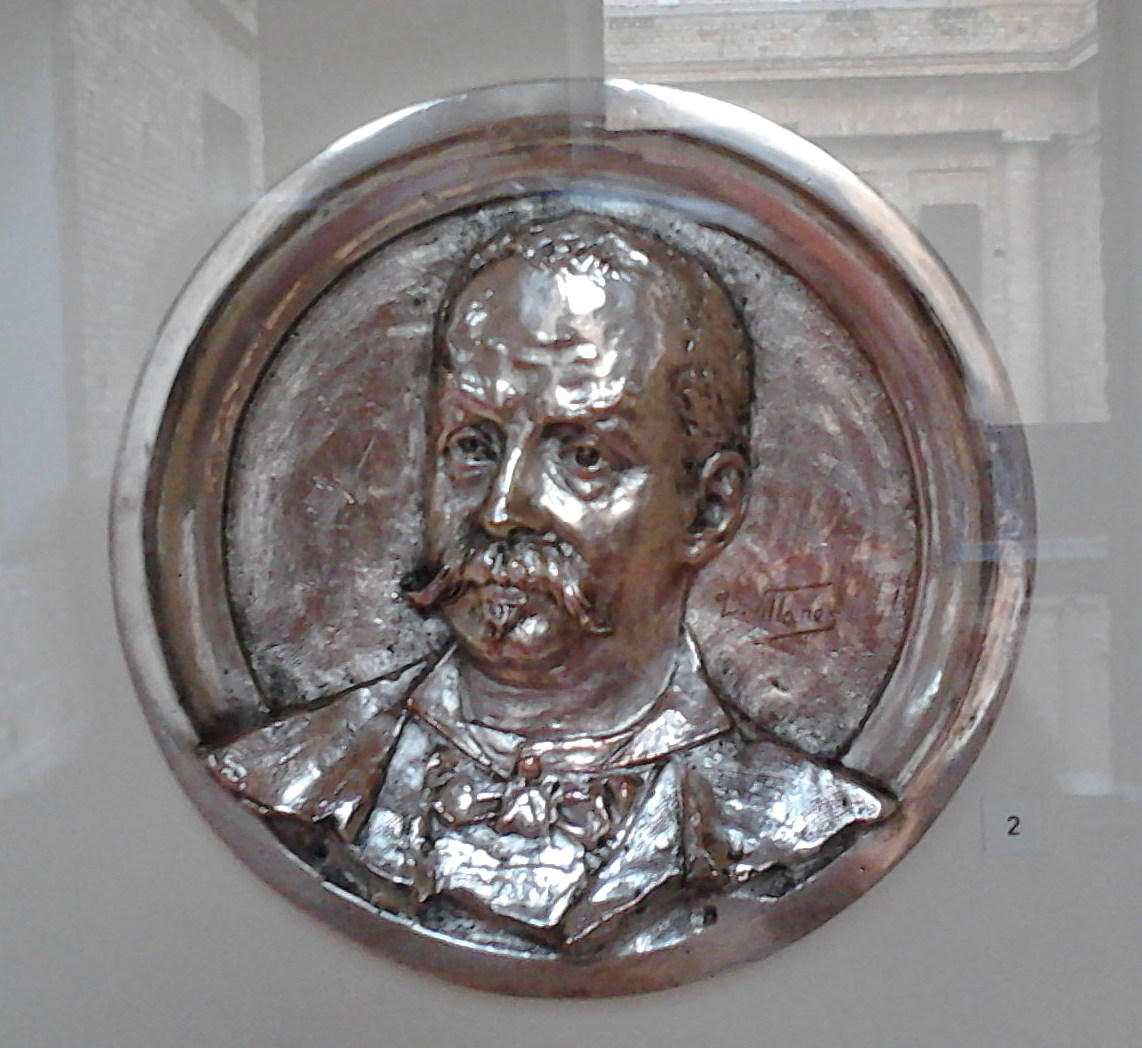
Figura masculina (s.d.)
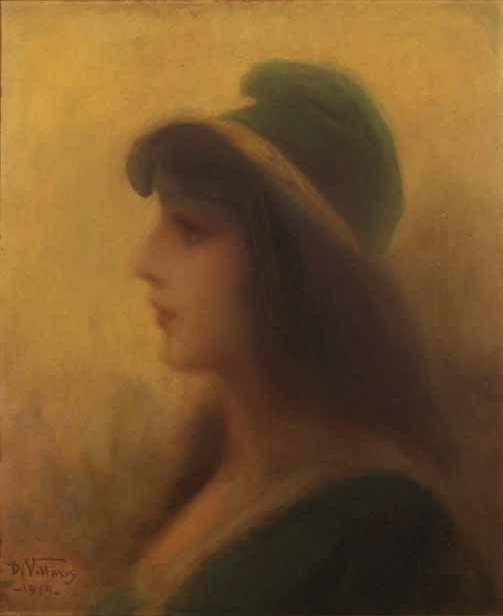
Perfil da República (1918). Palácio Anchieta, Espírito Santo.
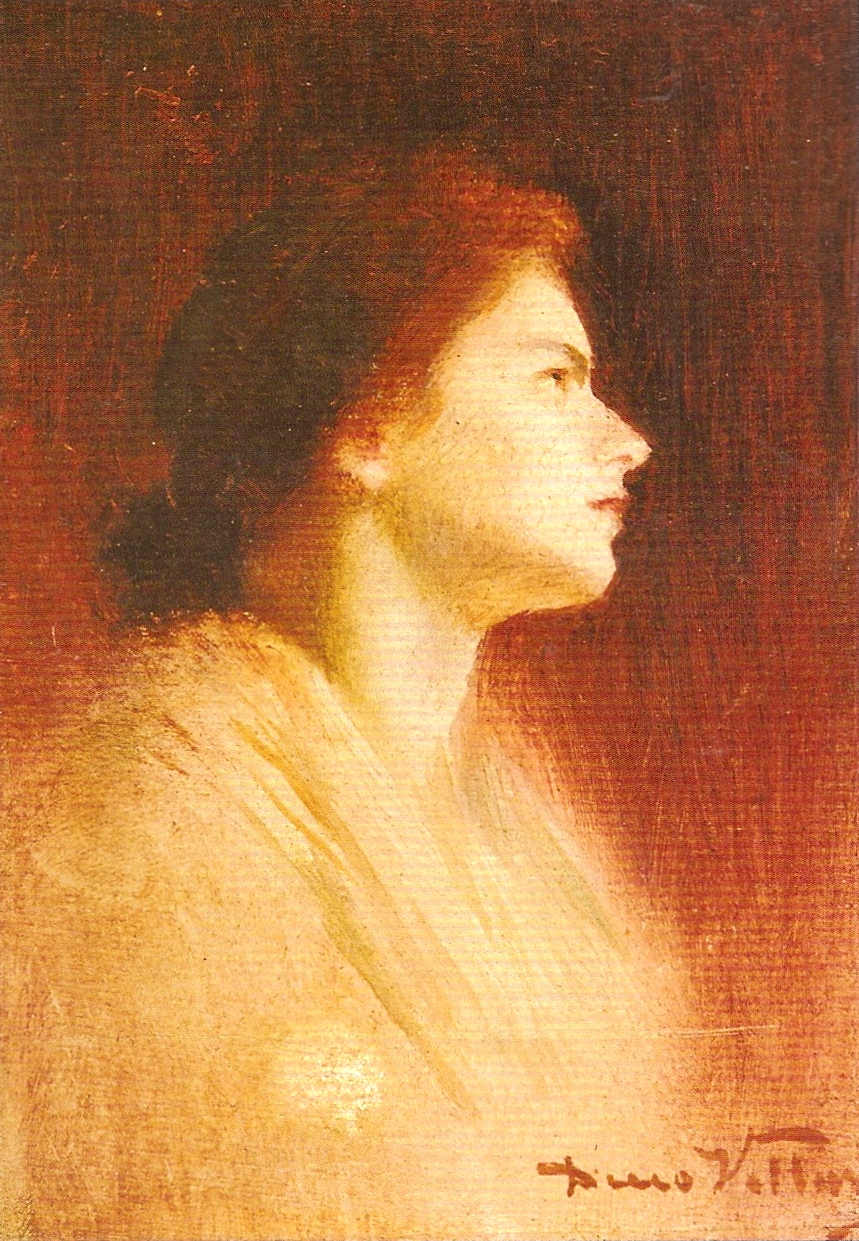
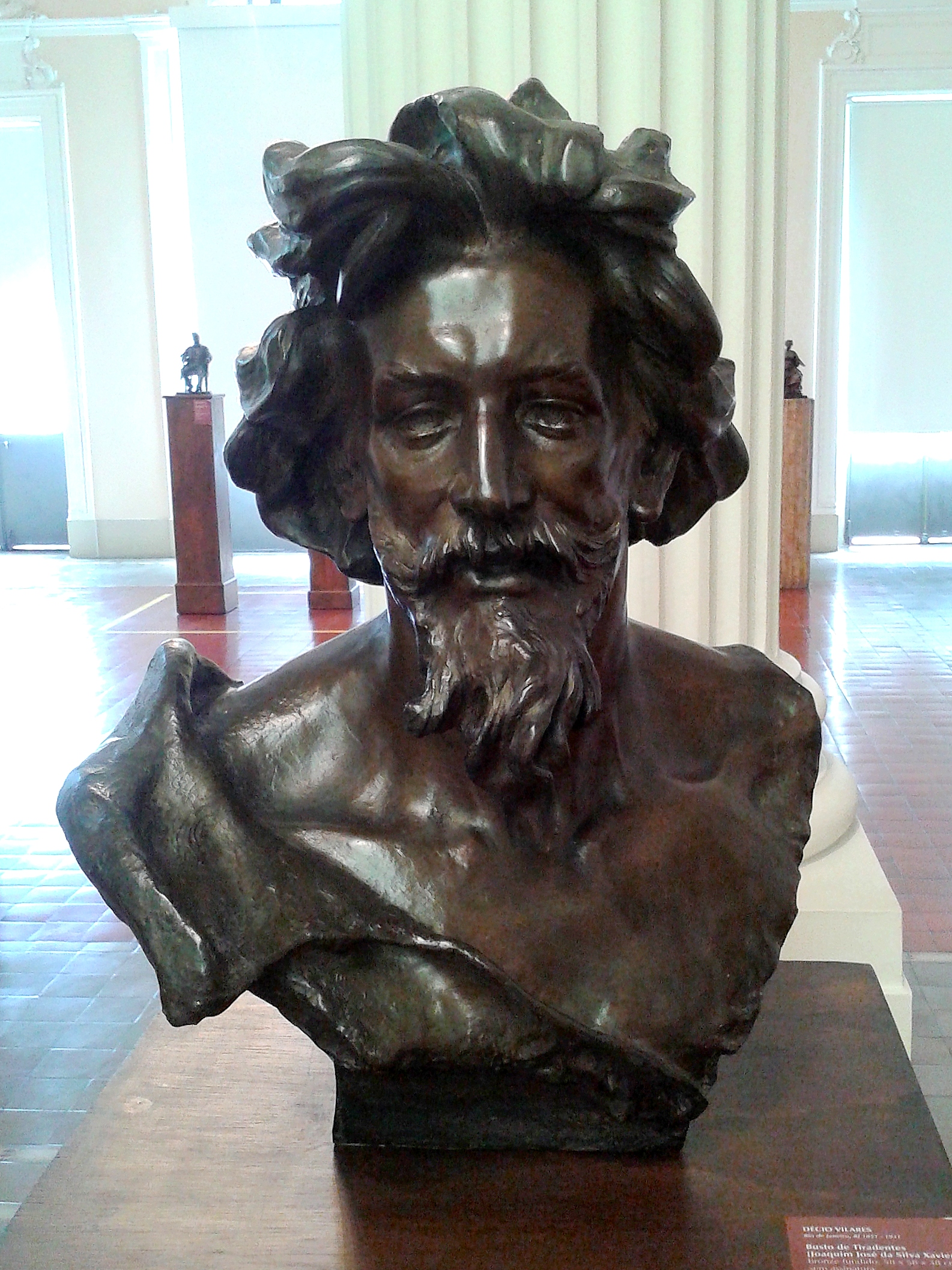
Busto de Tirandentes (s.d.)
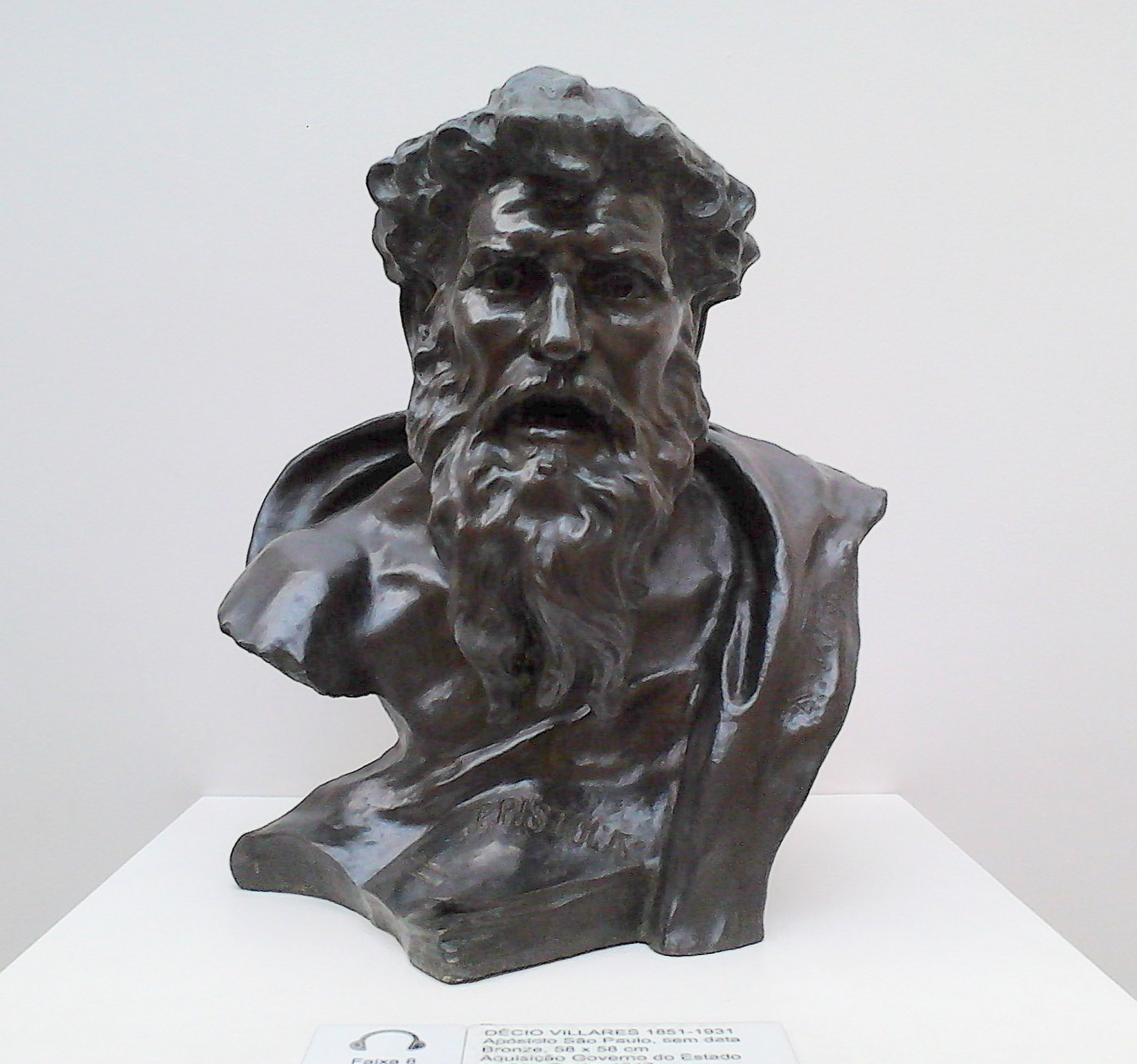
Apóstolo São Paulo. (s.d.)
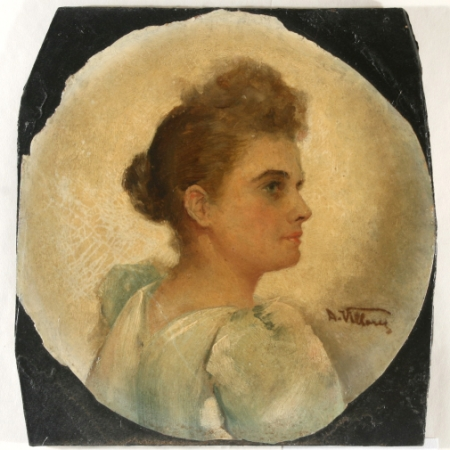
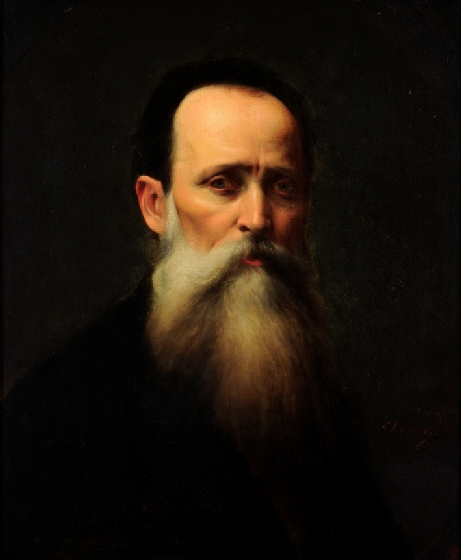
Retrato de Francisco Portella (s.d.)
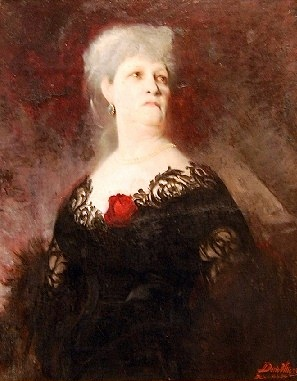
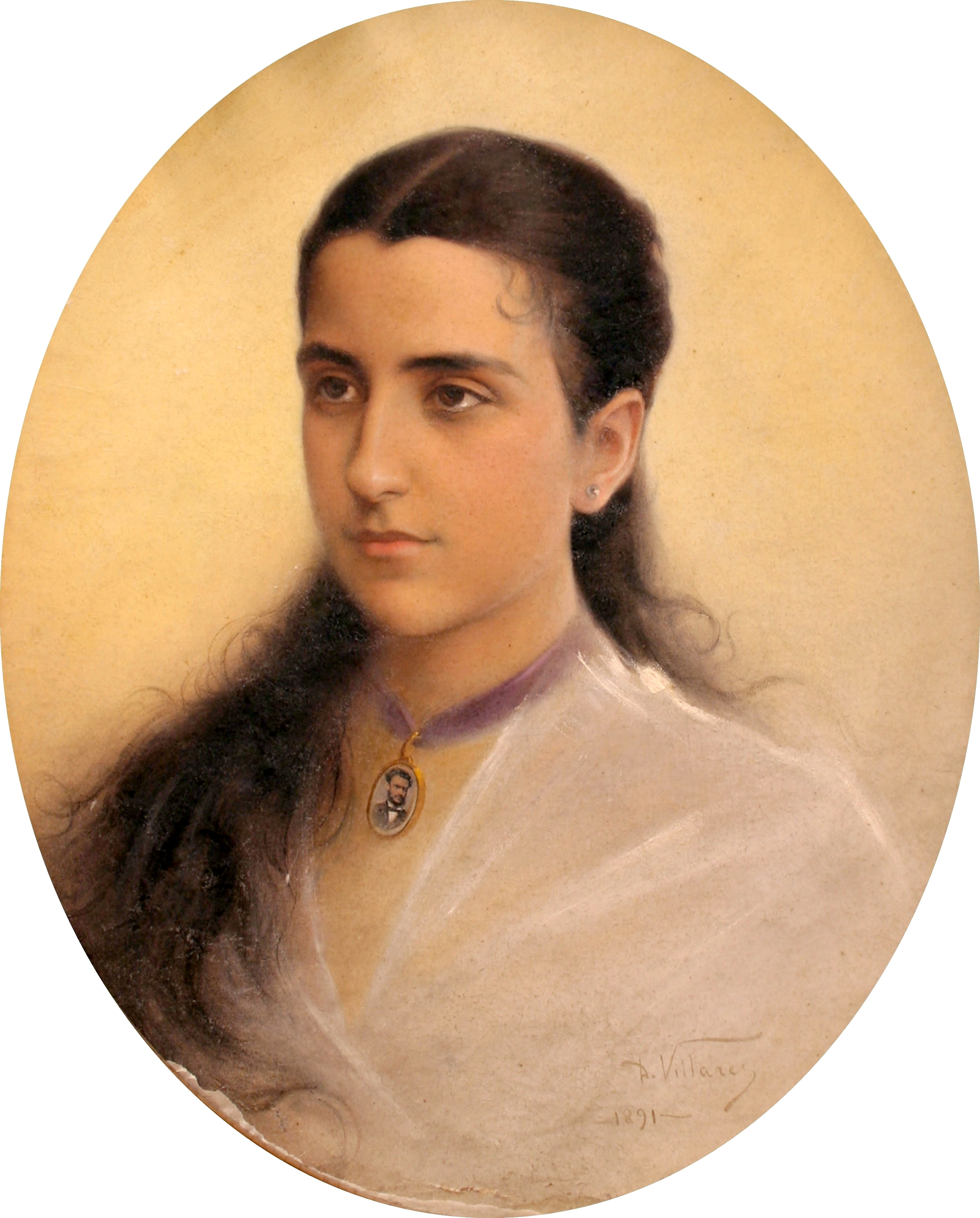
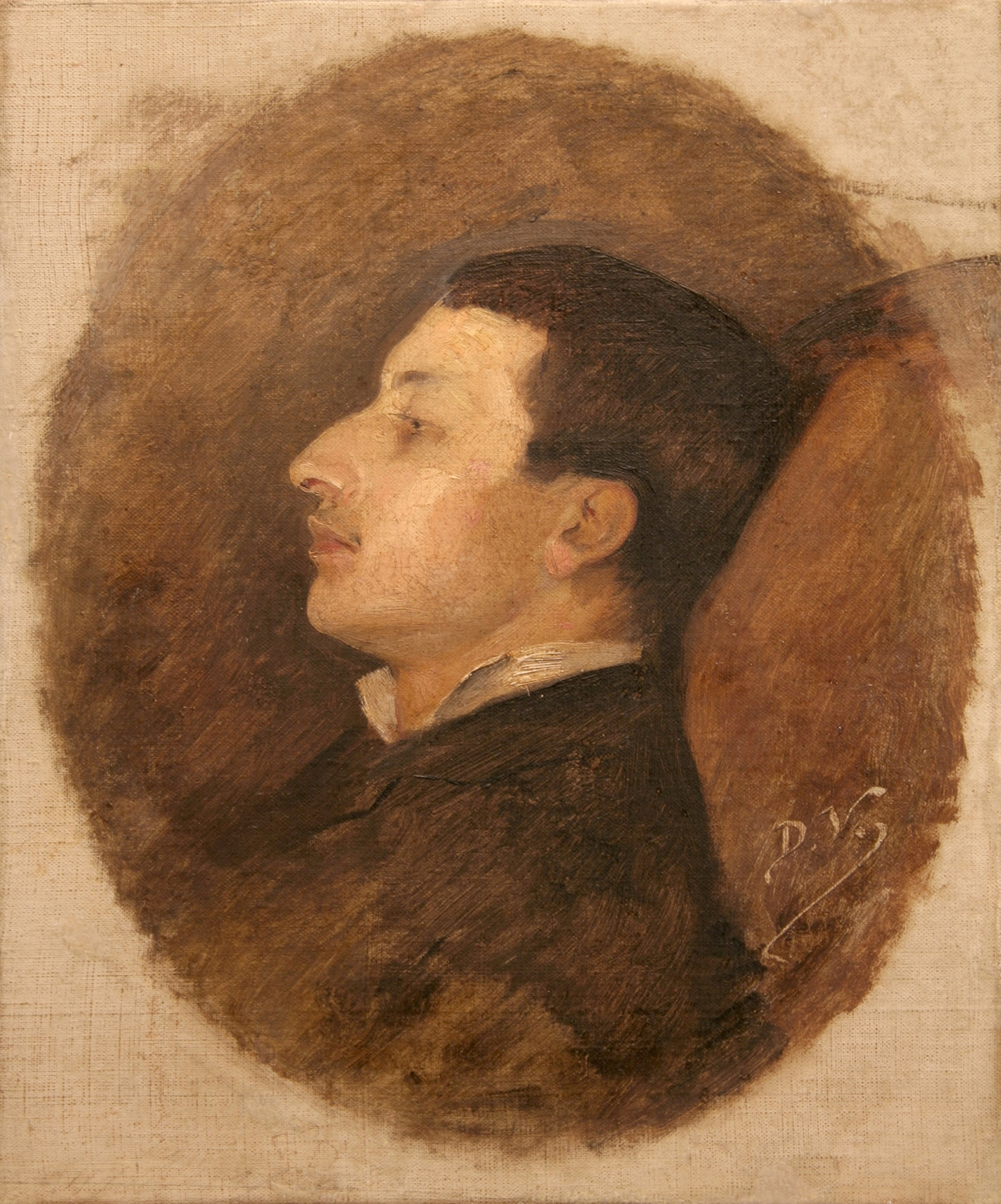
Retrato do pintor Rodolfo Amoedo. (s.d.)
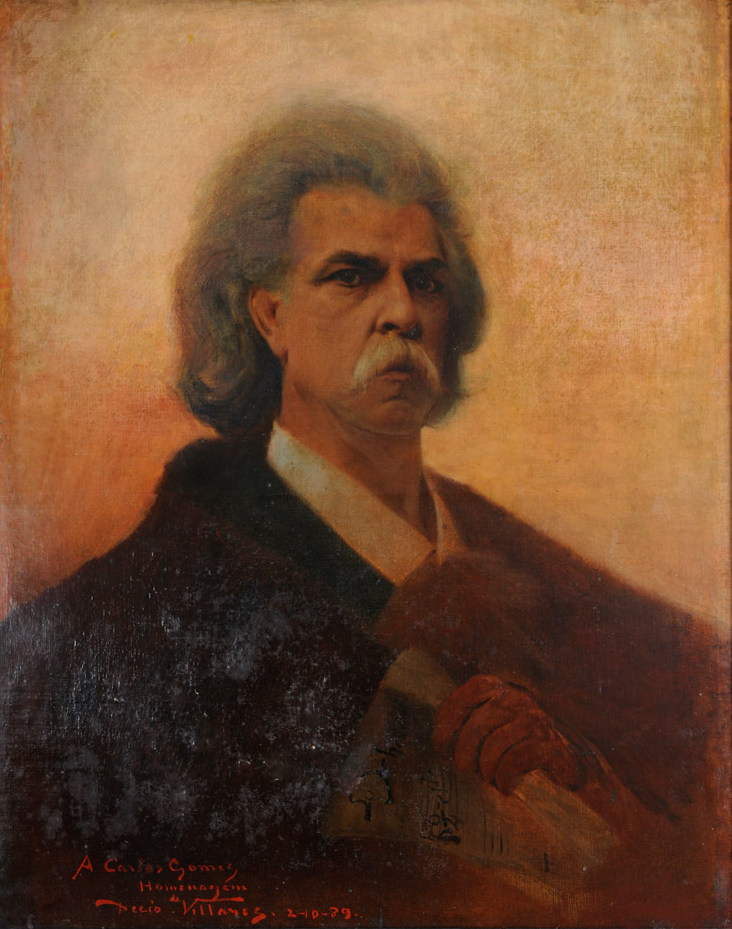
Retrato do Maestro Antônio Carlos Gomes. (s.d.)
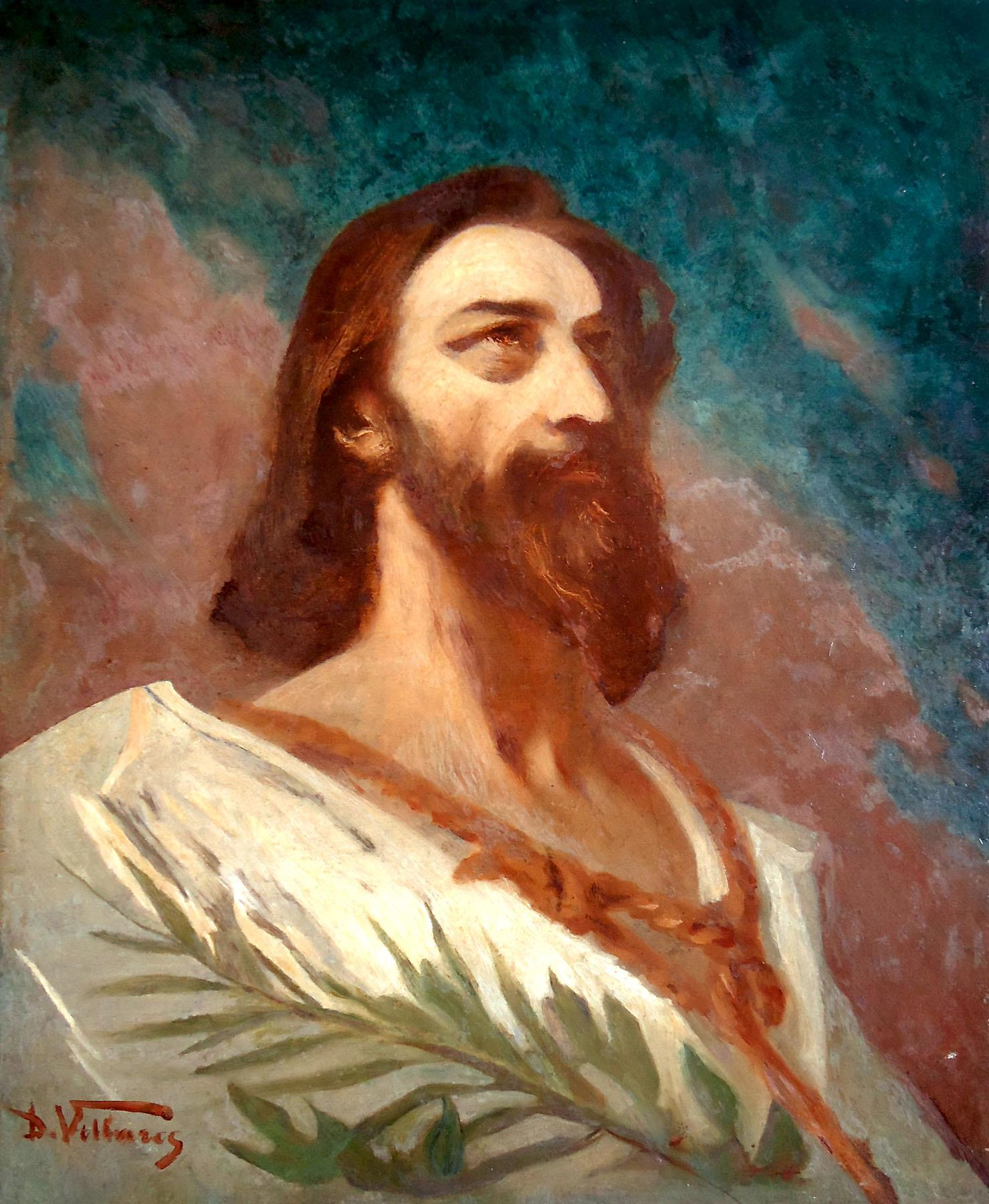
Retrato de Tiradentes. (s.d.)
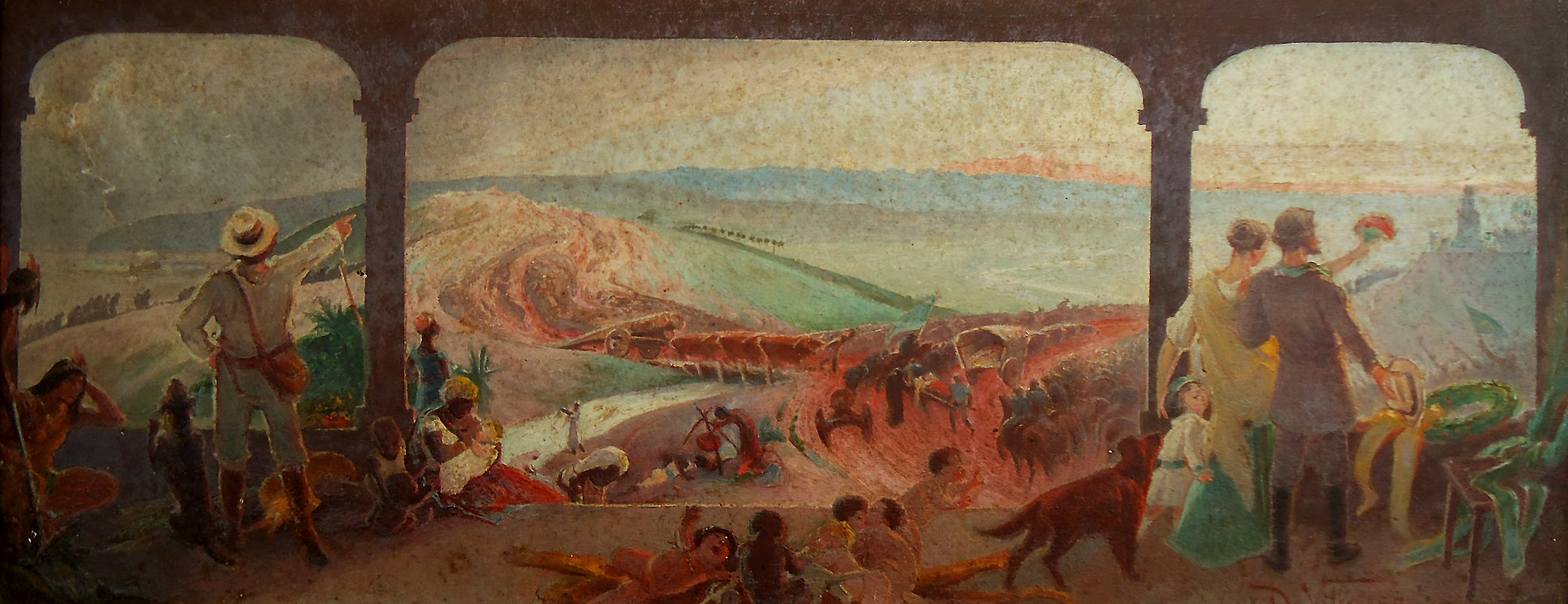
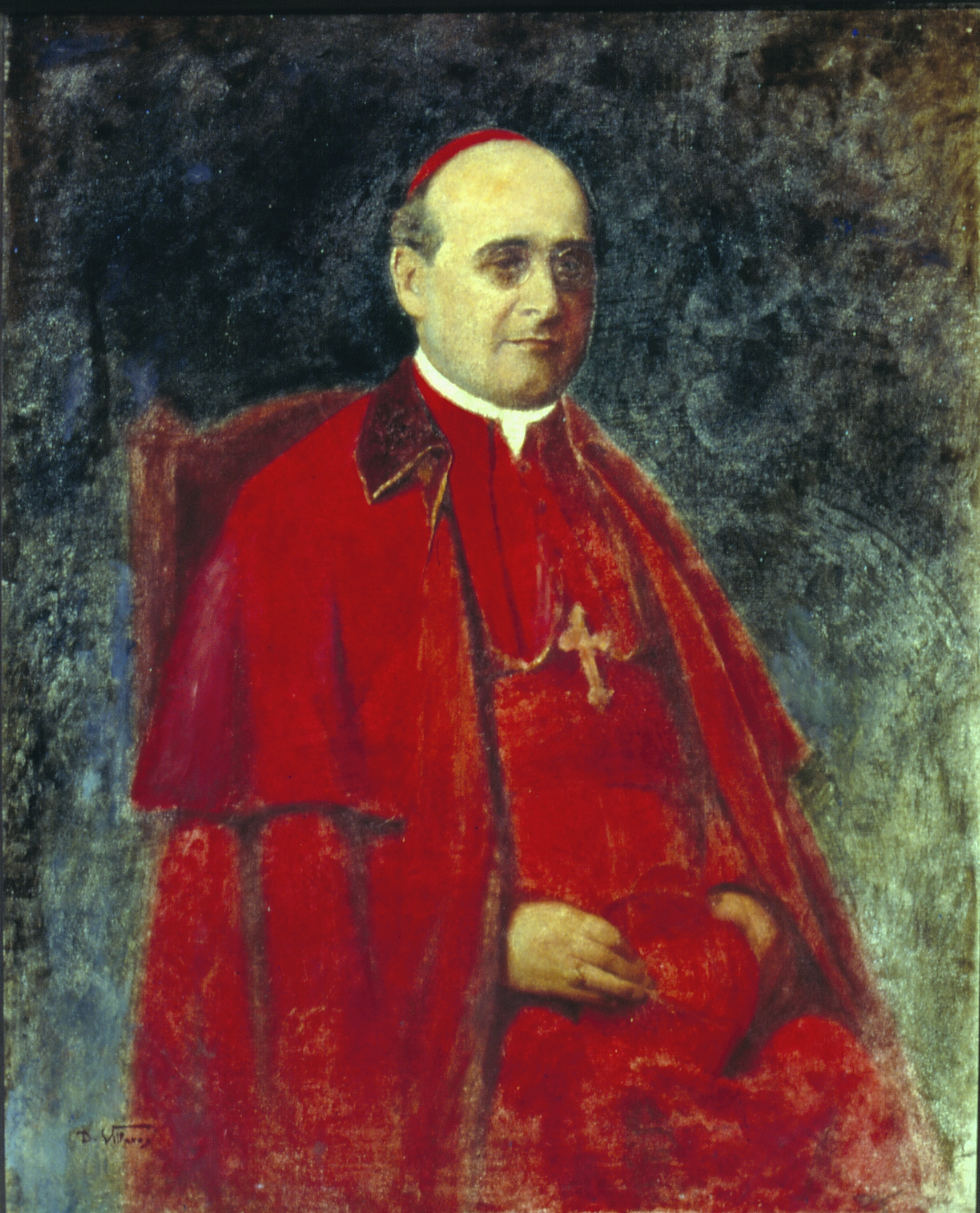
Retrato de D. Sebastião Leme da Silveira Cintra. (s.d.)